# Jules Vandenpeereboom
Jules Pierre Henri François Xavier Vandenpeereboom (Kortrijk, 18 maart 1843 - Anderlecht, 6 maart 1917) was een Belgisch katholiek politicus.

## Biografie

### Familie
Jules Vandenpeereboom was een zoon van de koopman Henri Vandenpeereboom en Sophie Delacroix. Hij bleef vrijgezel. Hij was een neef van Ernest Vandenpeereboom, gemeenteraadslid van Kortrijk, gedeputeerde van West-Vlaanderen en voorzitter van de Kamer van volksvertegenwoordigers en een achterneef van Paul Vandenpeereboom. Zijn vader was een neef van Jean-Baptiste Malou, Jules Malou en Alphonse Vandenpeereboom.

### Loopbaan
Hij promoveerde tot doctor in de rechten aan de Katholieke Universiteit Leuven en vestigde zich als advocaat in Kortrijk. Van 1872 tot 1884 was hij gemeenteraadslid van Kortrijk.
In 1878 werd hij verkozen tot lid van de Kamer van volksvertegenwoordigers. Daar vertegenwoordigde hij tot 1900 de belangen van de Katholieke Partij voor het arrondissement Kortrijk.
Van 1884 tot 1899 was hij minister van Spoorwegen, Post en Telegrafie in de kabinetten van Auguste Beernaert, Jules de Burlet en Paul de Smet de Naeyer. In dit ambt voerde hij de tweetalige postzegel in. In het kabinet-De Smet de Naeyer was hij tevens van 1896 tot 1899 minister van Oorlog. Van januari tot augustus 1899 was hij regeringsleider.
Na zijn vertrek uit de Kamer, werd hij in 1900 benoemd tot minister van Staat. Van 1904 tot aan zijn dood was hij senator voor West-Vlaanderen.